# Госсоленго
Госсоленго, Ґоссоленґо (італ. Gossolengo) — муніципалітет в Італії, у регіоні Емілія-Романья,  провінція П'яченца.
Госсоленго розташоване на відстані близько 420 км на північний захід від Рима, 150 км на захід від Болоньї, 9 км на південний захід від П'яченци.
Населення — 5619 осіб (2014).

## Демографія
Населення за роками:

Станом на 1 січня 2023 року в муніципалітеті офіційно проживало 245 іноземців з 41 країни, серед них 54 громадяни країн Євросоюзу та 12 громадян України.

## Сусідні муніципалітети
- Гаццола
- Граньяно-Требб'єнсе
- П'яченца
- Поденцано
- Ривергаро